# Ikar (opowiadanie)
Ikar – opowiadanie Jarosława Iwaszkiewicza. Po raz pierwszy ukazało się w 1954 roku, w zbiorze Opowiadania: 1918–1953.

## Treść
Narrator opowiadania wspomina zdarzenie, którego był świadkiem w Warszawie w czasie okupacji niemieckiej. Młody chłopak, którego autor w myślach nazwał Michaś, czytając książkę omal nie wpadł pod karetkę gestapo – niemieckiej policji politycznej. Gestapowcy potraktowali go jak przestępcę i wciągnęli do wozu. Najprawdopodobniej już nie wrócił do domu. To drobne i pospolite w czasie okupacji zdarzenie nie zostało zauważone przez nikogo z przechodniów. Wszyscy ludzie byli bowiem zajęci swoimi sprawami.
Sytuacja ta staje się dla narratora pretekstem do zbudowania syntetycznej przypowieści o losie ludzkim. Zdarzenie to narrator skojarzył z treścią obrazu holenderskiego malarza Pietera Bruegla pt. Pejzaż z upadkiem Ikara, na którym mityczny Ikar, który chciał polecieć do słońca, ginie, upadłszy do morza, i nie zostaje zauważony ani przez marynarzy płynących statkiem, ani przez chłopa orzącego pole, ani przez pastucha, ani przez wędkarza. Narrator dochodzi do wniosku, że nawet największe ludzkie dramaty mogą rozgrywać się w sposób niezauważalny dla innych.

## Bohater
Michaś to młody warszawiak. Ponieważ narrator nie zna go, nadaje mu wymyślone imię – Michaś. Ma około piętnastu, szesnastu lat, jasne włosy spadające na czoło. Jest roztargniony i nierozważny. Gdy narrator widzi go na ulicy, z kieszeni jego ubrania wystaje książka, a drugą trzyma przed oczyma, czytając z zainteresowaniem. Jawne czytanie książek w okresie okupacji mogło być uznane przez Niemców za prowokację. W chwili aresztowania Michaś zachowuje się dziecinnie. Jego mina sugeruje, że jest skłonny przepraszać oprawców. Zostaje  odwieziony w stronę Alei Szucha, gdzie mieściła się siedziba gestapo. 
Narrator, widząc tę sytuację, myśli o rodzinie chłopca, a samego młodzieńca porównuje do mitycznego Ikara.

## Budowa opowiadania
- opis obrazu pt. Pejzaż z upadkiem Ikara, w czasie teraźniejszym
- opis warszawskiej ulicy w czasie letniego zmierzchu, w czasie przeszłym
- wydarzenie - aresztowanie Michasia
- refleksje narratora: Ja jeden zauważyłem, że Ikar utonął.